# Tsushima (isla)
La isla de Tsushima (対馬?) es una isla del archipiélago japonés ubicada en el estrecho de Tsushima, el canal oriental del estrecho de Corea, entre Japón y el continente asiático. Actualmente pertenece a la prefectura de Nagasaki, aunque históricamente fue una provincia independiente.
La isla de Tsushima fue una vez una isla única, pero en 1671 la isla fue dividida en dos por el canal Ōfunakosiseto y, en el año 1900, en tres por el canal Manzekiseto. La conocida como isla de Tsushima se compone de la isla Norte de Tsushima (Kami Jima), las islas Sur de Tsushima (Shimo Jima), y más de 100 islas más pequeñas. En general, el nombre de Tsushima se refiere al conjunto de todas las islas. Las tres principales islas forman la isla más grande de la prefectura de Nagasaki y la sexta más grande en Japón (excluyendo Honshu, Kyushu, Shikoku y Hokkaido). La ciudad de Tsushima abarca toda la isla.

## Demografía y cultura

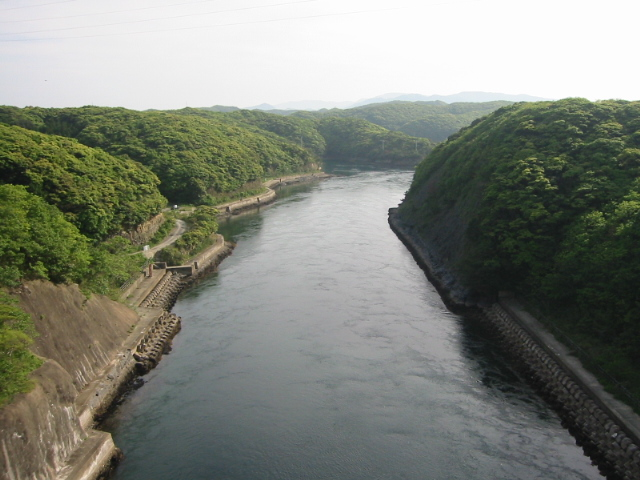
Vista del canal Manzekisto

La población está compuesta en su mayoría por japoneses; aunque también hay una minoría filipina y coreana.
La religión más practicada es el budismo, aunque también es practicado el sintoísmo. Existe una pequeña comunidad cristiana, compuesta por coreanos.

## Geografía
Están compuestas por dos islas principales, que están divididas por una profunda ensenada, la bahía Aso (浅茅湾), y unidas por una calzada. La isla Norte es llamada Kami-no-shima y las islas Sur, Shimo-no-shima; las rodean además trece pequeñas islas. Estas islas, junto con la provincia de Iki, conforman el parque cuasi-nacional de Iki-Tsushima.
Las islas principales tienen algunas colinas destacadas: el monte Yatachi (矢立山, 649 m) y Shira-dake (512 m), en Shimo-no-shima; el Ibeshi-yama (344 m) y el Mi-take (487 m), en Kami-no-shima.
La ciudad principal se halla localizada en ciudad Tsushima (antes Izuhara). Las islas son el territorio japonés más próximo a Corea; sólo a cincuenta kilómetros de Busán.

### Clima
| Parámetros climáticos promedio de Izuhara, Isla Tsushima (1991–2020) | Parámetros climáticos promedio de Izuhara, Isla Tsushima (1991–2020) | Parámetros climáticos promedio de Izuhara, Isla Tsushima (1991–2020) | Parámetros climáticos promedio de Izuhara, Isla Tsushima (1991–2020) | Parámetros climáticos promedio de Izuhara, Isla Tsushima (1991–2020) | Parámetros climáticos promedio de Izuhara, Isla Tsushima (1991–2020) | Parámetros climáticos promedio de Izuhara, Isla Tsushima (1991–2020) | Parámetros climáticos promedio de Izuhara, Isla Tsushima (1991–2020) | Parámetros climáticos promedio de Izuhara, Isla Tsushima (1991–2020) | Parámetros climáticos promedio de Izuhara, Isla Tsushima (1991–2020) | Parámetros climáticos promedio de Izuhara, Isla Tsushima (1991–2020) | Parámetros climáticos promedio de Izuhara, Isla Tsushima (1991–2020) | Parámetros climáticos promedio de Izuhara, Isla Tsushima (1991–2020) | Parámetros climáticos promedio de Izuhara, Isla Tsushima (1991–2020) |
| Mes                                                                  | Ene.                                                                 | Feb.                                                                 | Mar.                                                                 | Abr.                                                                 | May.                                                                 | Jun.                                                                 | Jul.                                                                 | Ago.                                                                 | Sep.                                                                 | Oct.                                                                 | Nov.                                                                 | Dic.                                                                 | Anual                                                                |
| -------------------------------------------------------------------- | -------------------------------------------------------------------- | -------------------------------------------------------------------- | -------------------------------------------------------------------- | -------------------------------------------------------------------- | -------------------------------------------------------------------- | -------------------------------------------------------------------- | -------------------------------------------------------------------- | -------------------------------------------------------------------- | -------------------------------------------------------------------- | -------------------------------------------------------------------- | -------------------------------------------------------------------- | -------------------------------------------------------------------- | -------------------------------------------------------------------- |
| Temp. máx. abs. (°C)                                                 | 19.8                                                                 | 21.3                                                                 | 24.4                                                                 | 27.8                                                                 | 32.0                                                                 | 32.9                                                                 | 36.9                                                                 | 36.8                                                                 | 34.6                                                                 | 30.2                                                                 | 26.9                                                                 | 22.3                                                                 | 36.9                                                                 |
| Temp. máx. media (°C)                                                | 9.2                                                                  | 10.5                                                                 | 13.6                                                                 | 18.1                                                                 | 22.2                                                                 | 24.7                                                                 | 28.3                                                                 | 30.0                                                                 | 26.5                                                                 | 22.3                                                                 | 17.1                                                                 | 11.6                                                                 | 19.5                                                                 |
| Temp. media (°C)                                                     | 6.0                                                                  | 6.9                                                                  | 10.0                                                                 | 14.2                                                                 | 18.2                                                                 | 21.3                                                                 | 25.4                                                                 | 26.8                                                                 | 23.4                                                                 | 18.7                                                                 | 13.3                                                                 | 8.0                                                                  | 16                                                                   |
| Temp. mín. media (°C)                                                | 2.5                                                                  | 3.2                                                                  | 6.3                                                                  | 10.3                                                                 | 14.4                                                                 | 18.5                                                                 | 23.1                                                                 | 24.2                                                                 | 20.6                                                                 | 15.3                                                                 | 9.6                                                                  | 4.9                                                                  | 12.7                                                                 |
| Temp. mín. abs. (°C)                                                 | -7.7                                                                 | -8.6                                                                 | -5.2                                                                 | -1.3                                                                 | 4.8                                                                  | 6.2                                                                  | 12.2                                                                 | 13.6                                                                 | 8.8                                                                  | 0.7                                                                  | -2.7                                                                 | -6.4                                                                 | -8.6                                                                 |
| Precipitación total (mm)                                             | 80.1                                                                 | 94.7                                                                 | 172.3                                                                | 218.4                                                                | 241.2                                                                | 294.4                                                                | 370.5                                                                | 326.4                                                                | 235.5                                                                | 120.8                                                                | 100.6                                                                | 68.0                                                                 | 2322.9                                                               |
| Nevadas (cm)                                                         | 0                                                                    | 0                                                                    | 0                                                                    | 0                                                                    | 0                                                                    | 0                                                                    | 0                                                                    | 0                                                                    | 0                                                                    | 0                                                                    | 0                                                                    | 0                                                                    | 0                                                                    |
| Días de lluvias (≥ 1 mm)                                             | 6.4                                                                  | 6.8                                                                  | 9.0                                                                  | 9.0                                                                  | 8.2                                                                  | 10.8                                                                 | 11.6                                                                 | 10.5                                                                 | 9.0                                                                  | 5.6                                                                  | 6.6                                                                  | 6.3                                                                  | 99.8                                                                 |
| Días de nevadas (≥ 1 mm)                                             | 0.0                                                                  | 0.0                                                                  | 0.1                                                                  | 0.0                                                                  | 0.0                                                                  | 0.0                                                                  | 0.0                                                                  | 0.0                                                                  | 0.0                                                                  | 0.0                                                                  | 0.0                                                                  | 0.0                                                                  | 0.1                                                                  |
| Horas de sol                                                         | 147.6                                                                | 143.5                                                                | 161.5                                                                | 183.1                                                                | 199.2                                                                | 136.3                                                                | 136.1                                                                | 160.4                                                                | 131.1                                                                | 161.1                                                                | 149.0                                                                | 153.9                                                                | 1862.8                                                               |
| Humedad relativa (%)                                                 | 61                                                                   | 62                                                                   | 65                                                                   | 68                                                                   | 72                                                                   | 82                                                                   | 83                                                                   | 81                                                                   | 78                                                                   | 70                                                                   | 68                                                                   | 63                                                                   | 71.1                                                                 |
| Fuente n.º 1: Agencia Meteorológica de Japón                         |                                                                      |                                                                      |                                                                      |                                                                      |                                                                      |                                                                      |                                                                      |                                                                      |                                                                      |                                                                      |                                                                      |                                                                      |                                                                      |
| Fuente n.º 2: Agencia Meteorológica de Japón                         |                                                                      |                                                                      |                                                                      |                                                                      |                                                                      |                                                                      |                                                                      |                                                                      |                                                                      |                                                                      |                                                                      |                                                                      |                                                                      |

## Historia
Las evidencias arqueológicas sugieren que Tsushima fue habitado por colonizadores desde la península de Corea y Japón desde el Período Jomon al Período Kofun. Según el Sanguo Zhi, había mil familias en Tsushima cuando se fundó el Reino Tsuikai (対海国). Ellos ejercían control sobre Iki-shima y mantenían rutas de comercio con el Japón del Período Yayoi. Según la mitología japonesa, Tsushima fue una de las ocho islas originales creadas por las deidades Shinto Izanagi e Izanami.
Al inicio del siglo VI, Tsushima se convirtió en provincia de Japón, llamada provincia de Tsushima (対馬国) o Tsushu (対州).
Bajo el sistema Ritsuryo, Tsushima se convierte en una provincia de Japón. La provincia de Tsushima fue políticamente y económicamente dependiente de Dazaifu (ciudad principal de Kyushu) y del gobierno central, y tuvo un mayor rol en la defensa nacional contra las invasiones desde el continente y en el comercio con la península de Corea por su posición estratégica. Después que Japón fuera derrotado por la China de la Dinastía Tang en la Batalla de Hakusukinoe en 663, los guardias fronterizos fueron enviados a Tsushima y el Castillo Kaneda fue construido en la isla.
La provincia de Tsushima fue controlada por el Tsushima-no-kuni-no-miyatsuko (対馬国造), un clan que dominó hasta el Período Heian y luego por el clan Ahiru hasta mediados del siglo XIII. El título de "Gobernador de Tsushima" fue heredado por el clan Shoni por generaciones. Desde que los Shoni se fueron a Kyushu, el clan So ejerció control sobre las islas y gobernaron hasta finales del siglo XV.
Tsushima fue un importante centro comercial. Después de la Invasión Toi, el comercio privado empezó entre Goryeo, Tsushima, Iki y Kyushu, pero fue interrumpido por las invasiones mongolas a Japón entre 1274 y 1281.